# Ramosze és Hatnofer

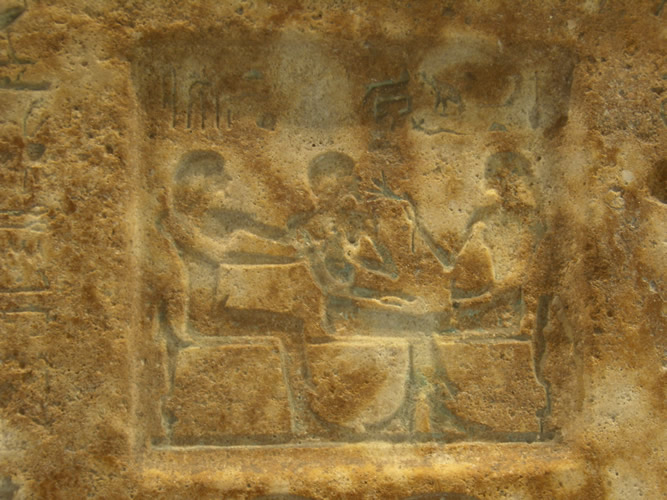
Szenenmut (középen), előtte Hatnofer, mögötte Ramosze

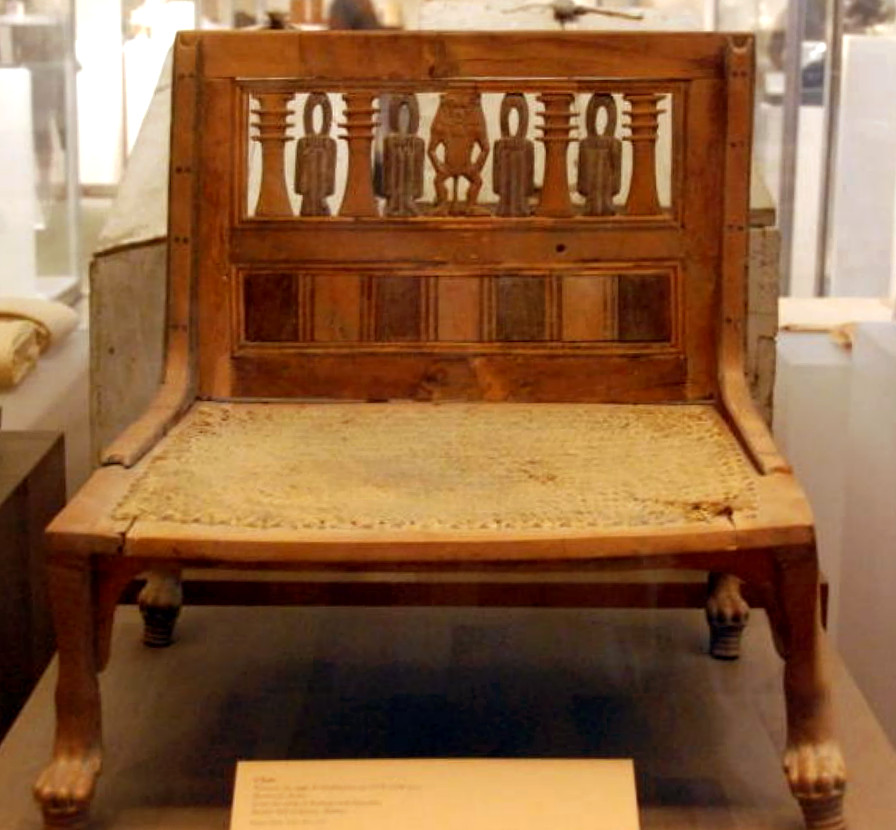
Szék Ramosze és Hatnofer sírjából

Ramosze és Hatnofer ókori egyiptomi házaspár voltak, annak a Szenenmutnak a szülei, aki az egyik legfontosabb tisztségviselő volt a XVIII. dinasztiabeli Hatsepszut fáraónő uralkodása alatt. Közrendű származásuk és fiuk politikai karrierje az egyik legszebb példája az újbirodalmi Egyiptomra jellemző társadalmi mobilitásnak.
Ramosze származásáról semmit nem tudni; egyszerű gazda, kézműves vagy kisebb földbirtokos is lehetett. Fogai vizsgálata alapján 50-60 évesen halhatott meg. Felesége, Hatnofer (vagy Hatnofret) egy Szitdzsehuti nevű hölgy lánya volt, körülbelül 150 cm magas, zömök testalkatú. Hatvanéves kora körül hunyt el, pár évvel túlélte férjét; halálakor haja már ősz volt. Juni (a mai Armant) városában éltek, Thébától kb. 16 kilométerre délre; valószínűleg itt születtek feltehetőleg I. Jahmesz, a XVIII. dinasztia alapítójának uralkodása idején. Szenenmuton kívül öt gyermekük ismert: három fiú, Amenemhat, Minhotep és Páiri, valamint két lány, Ahhotep és Nofrethór. Sokáig Szenenmut fivérének hitték Szeniment, aki szintén ebben az időben élt a királyi udvarban, de rokonságukra semmi utalás nincs, Szeniment máshol temették el, mint Szenenmut rokonait, máshol ábrázolják Szenenmut sírjában is, és az anyját sem Hatnofernek hívták.

## Ramosze és Hatnofer sírja

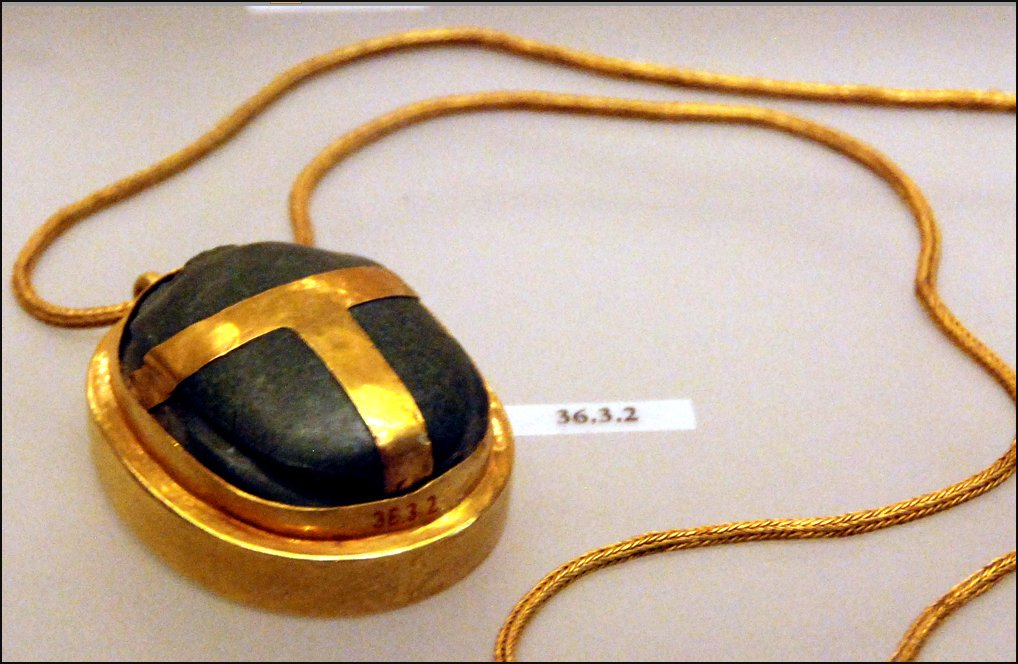
Hatnofer szívszkarabeusza

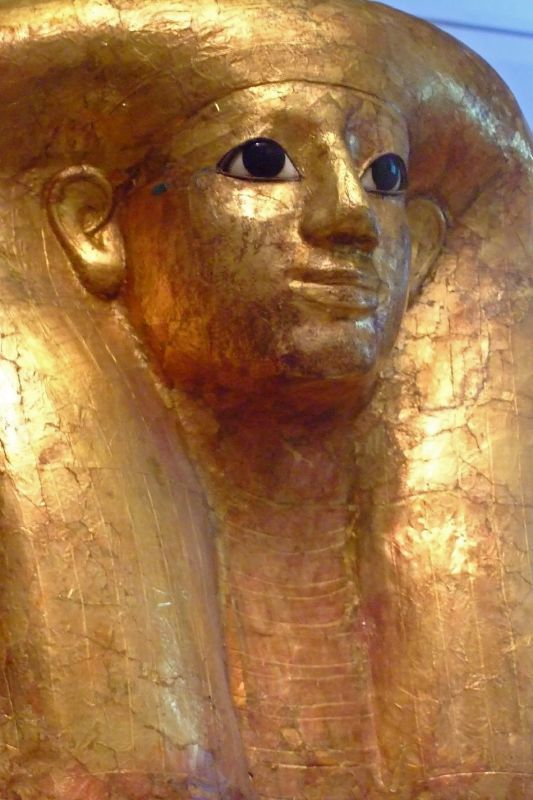
Hatnofer aranyozott múmiamaszkja (Metropolitan Museum)

Ramosze kevés korabeli forrásból ismert. Megjelenik egy álajtón és valószínűleg őt ábrázolják Szenenmut TT71-es jelű sírjának kápolnájában is. Maga Ramosze Hatnoferrel közös sírja nem volt messze fiuk sírjától. A sírt és a múmiákat érintetlen állapotban találta meg az 1935-36-os ásatási szezonban Wiliam Hayes és Ambrose Lansing, a Metropolitan Museum munkatársai a nyugat-thébai Sejh Abd el-Kurna-i teraszos domboldalban. Ramosze és Hatnofer mellett hat másik, hanyagul bebalzsamozott múmiát találtak a sírban, három nőét és három gyermekét, akik valószínűleg családtagjaik lehettek; mind a XVIII. dinasztia idejének elejéről. Lansing és Hayes eleinte feltételezték, hogy családi tragédia nyomaira bukkantak, és a nyolc ember egyszerre halt meg; más egyiptológusok is feltételezik, hogy a temetkezésekre egyidőben került sor. Az Újbirodalom idején azonban gyakran előfordult, hogy egy sírba több, különböző időpontokban elhunyt családtagot is temetnek; Joyce Tyldesley szerint tekintetbe véve a néhol sárral szennyezett, szétcsúszott csontozatú múmiákat, valószínűbb, hogy a hat holttest olyan családtagoké, akiket korábban máshol temettek el, és később szállították ebbe a sírba. Magánszemélyek újratemetése nem volt gyakori ebben az időben, de előfordult.
A sírban talált múmiák közül nyilvánvalóan Hatnofer kapta a legjobb bánásmódot. Egyedül az ő múmiáját burkolták olyan vászonba, amely Hatsepszut birtokáról származott, és egyedül az ő temetkezési együttese teljes – aranyozott maszk, szívszkarabeusz, temetkezési papiruszok és kanópuszedények alkotják. Ramosze egyszerű antropoid koporsóban nyugszik, a másik hat múmia egyszerű koporsóban, maradványaikból csak csontok maradtak. A Metropolitan Museum régészei arra is rámutattak, a Ramosze és Hatnofer sírkamrájában talált személyes tárgyak egyedül az asszonyéi voltak, mivel tipikusan női tárgyak. Valószínű, hogy Hatnofer halálakor fia már elég magasra jutott a társadalmi ranglétrán ahhoz, hogy díszes temetést biztosítson neki, Ramosze halálakor azonban Szenenmut még alacsonyabb pozíciót töltött be. Mikor Hatnofer Hatsepszut 6. vagy 7. uralkodási évében meghalt, az ekkor már gazdag és befolyásos Szenenmut nemcsak őt temette el, hanem apját is újratemette az előkelőbb sírban.
Ramosze és Hatnofer sírjában szerepel Hatsepszut legkorábbi ismert uralkodási éve, a 7. év egy cserépedényen vagy amforán. Ugyanitt egy másik edényen „az isten felesége, Hatsepszut”, két másikon pedig „a jó istennő, Maatkaré” (Hatsepszut uralkodói neve) pecsétje szerepel. Ez bizonyítja, hogy a 7. uralkodási évben Hatsepszutot már elismerték Egyiptom fáraójaként.

## Társadalmi hátterük
Ramosze egyetlen címe sírjában a zab, ami kb. tiszteletreméltót jelent. Ez alapján a sír feltárói feltételezték, hogy nem volt túl magas származású. Ugyanakkor több magas rangú hivatalnok, köztük vezírek sírjában is előfordul ez a cím, így semmit nem árul el Ramosze társadalmi hátteréről. Mivel Szenenmut az egyiptomi népességnek abba a 10%-ába tartozott, ami írástudó volt, nem tűnik valószínűnek, hogy Ramosze annyira alacsony származású lett volna, hiszen taníttatni tudta a fiát. Koporsójának aranyozása arra utal, volt valamiféle jelentősebb társadalmi pozíciója, talán kisebb hivatalnokféle volt a XVIII. dinasztia elején. Fontosabb szerepet szinte biztosan nem játszott, mert ha lett volna magasabb rangja, azt mindenképpen feltüntette volna sírjában. Egy feltételezés, hogy Ramosze sírját nem sokkal temetése után kirabolták, és a férfit ezután temették újra Hatnofer sírjában, ezért tűnik temetése szegényesnek. Amennyiben így történt, eredeti temetkezési kellékei ismeretlenek, és nem lehet következtetéseket levonni társadalmi pozíciójára nézve.
Hatnofer egyetlen címe „a ház úrnője”, ami csak arra utal, hogy férjes asszony volt. A sírban talált személyes tárgyai közül több, csiszolt bronzból és ezüstből készült tükör került elő, illetve egy bronz borotvapenge egyéb kozmetikai kellékekkel egy kosárban.